# Skjult viden
|  | Denne artikel er oprettet af botten PalnaBot ud fra en ekstern database. Den kan derfor have sproglige fejl eller mangler. Denne skabelon kan fjernes efter kontrol af indholdet. |

Skjult viden er en film instrueret af Christian Hartkopp efter manuskript af Christian Hartkopp.

## Handling
Filmene er optaget på en speicalskole under åndssvageforsorgen med 6 forskellige børn og unge, som er åndssvage eller psykisk udviklingshæmmede. Hvad kan de egentlig? Alene med en voksen præsenteres de for opgaver, som du og jeg skulle bruge nogen tid til at løse. Her afslører de skjulte evner. Filmen gav anledning til debat indenfor faglige kredse, da den kom frem. De medvirkende er lærere og elever fra Strandparkskolen.